# Faune bru
El faune bru (Hipparchia statilinus) és una espècie de lepidòpter papilionoïdeu de la família dels nimfàlids (Nymphalidae) present als Països Catalans.

## Distribució
S'estén pel nord-oest d'Àfrica, sud i centre d'Europa i Turquia; la seva distribució al centre d'Europa és molt irregular. Absent a les Illes Balears.

## Descripció
Envergadura alar d'entre 42 i 50 mm. Es tracta d'una espècie polimòrfica, on predominen coloracions críptiques: anvers marró i revers grisenc. Destaquen dos ocels a cada ala anterior, visibles tant a l'anvers com al revers i més desenvolupats en les femelles.

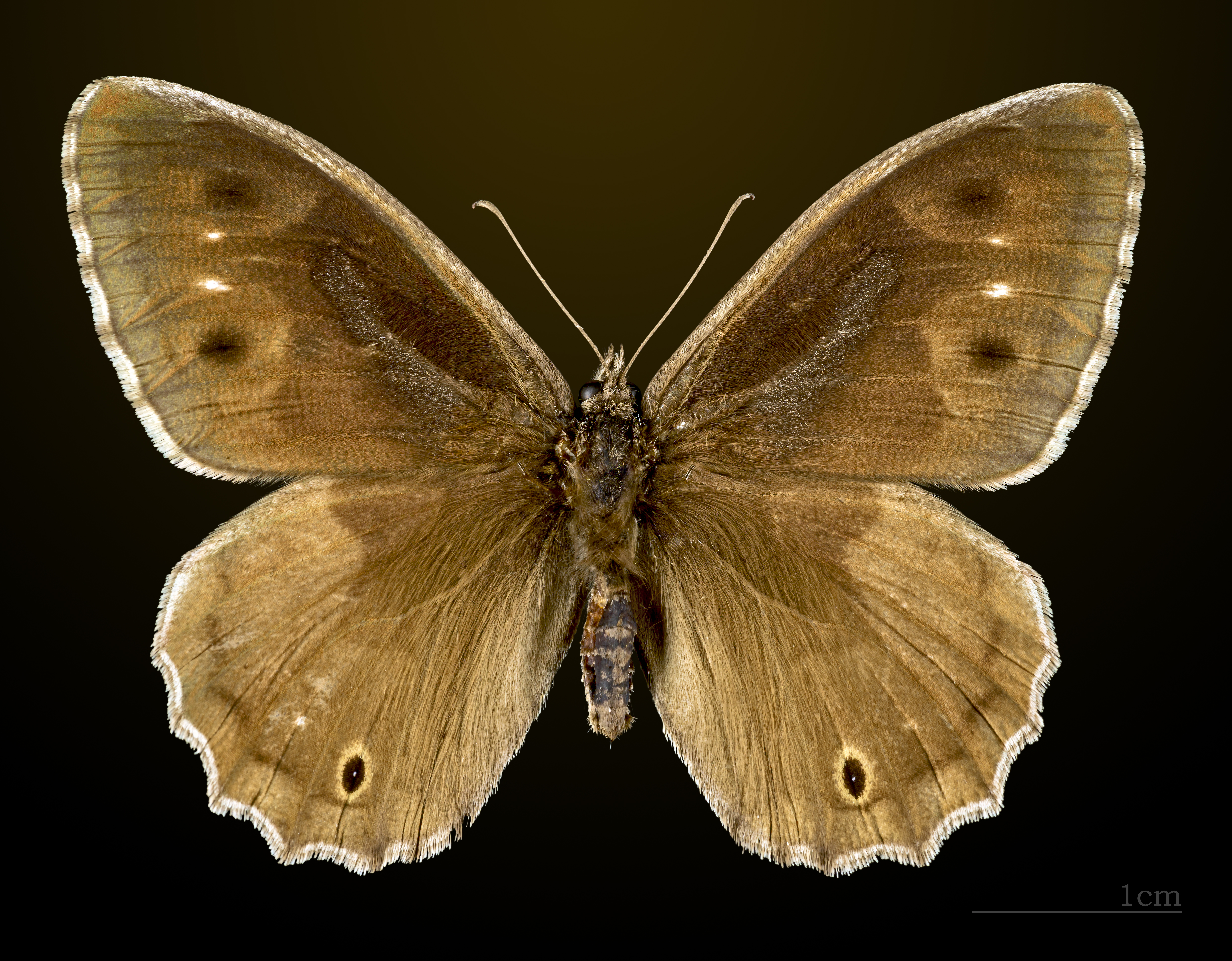
♂
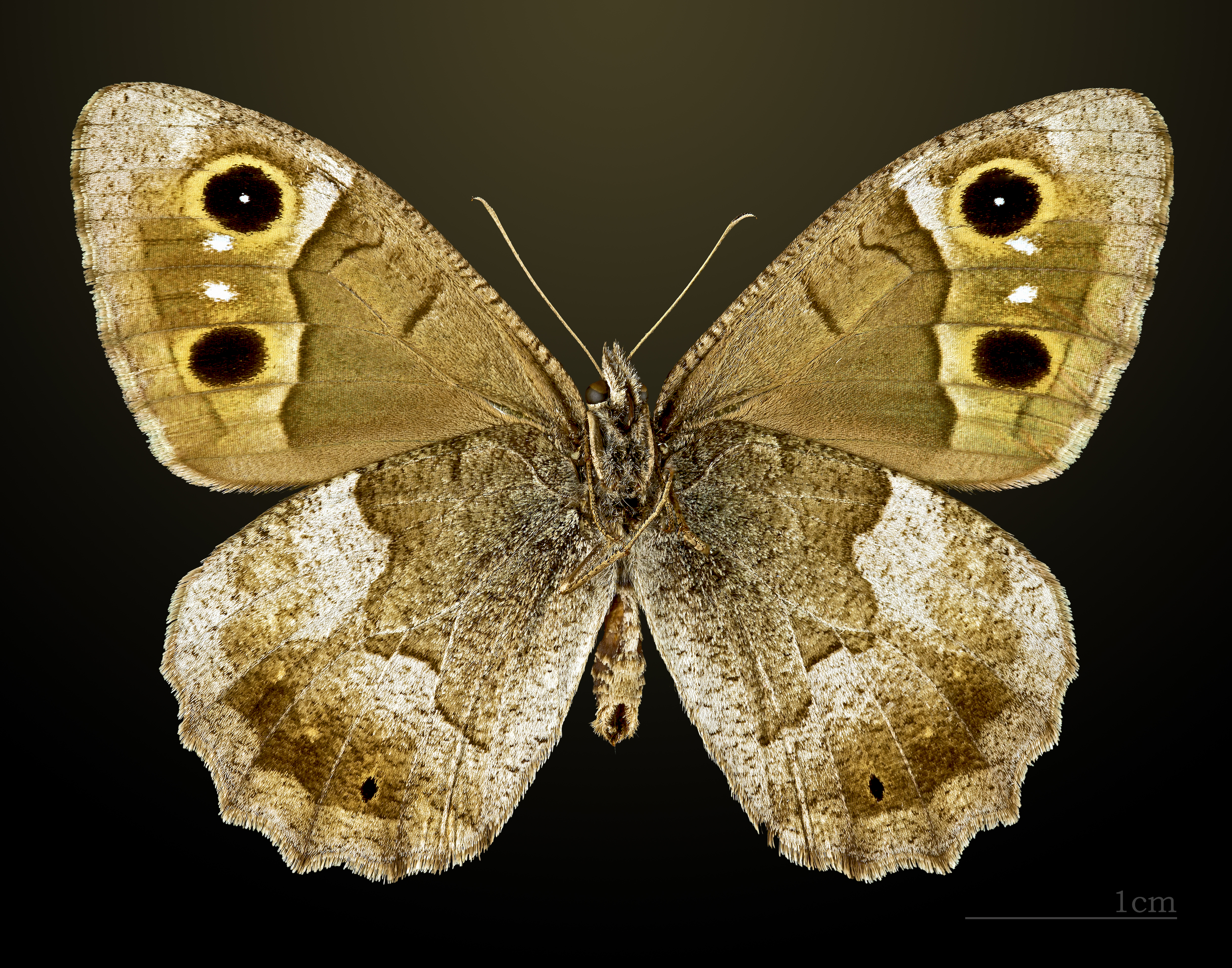
♂ △
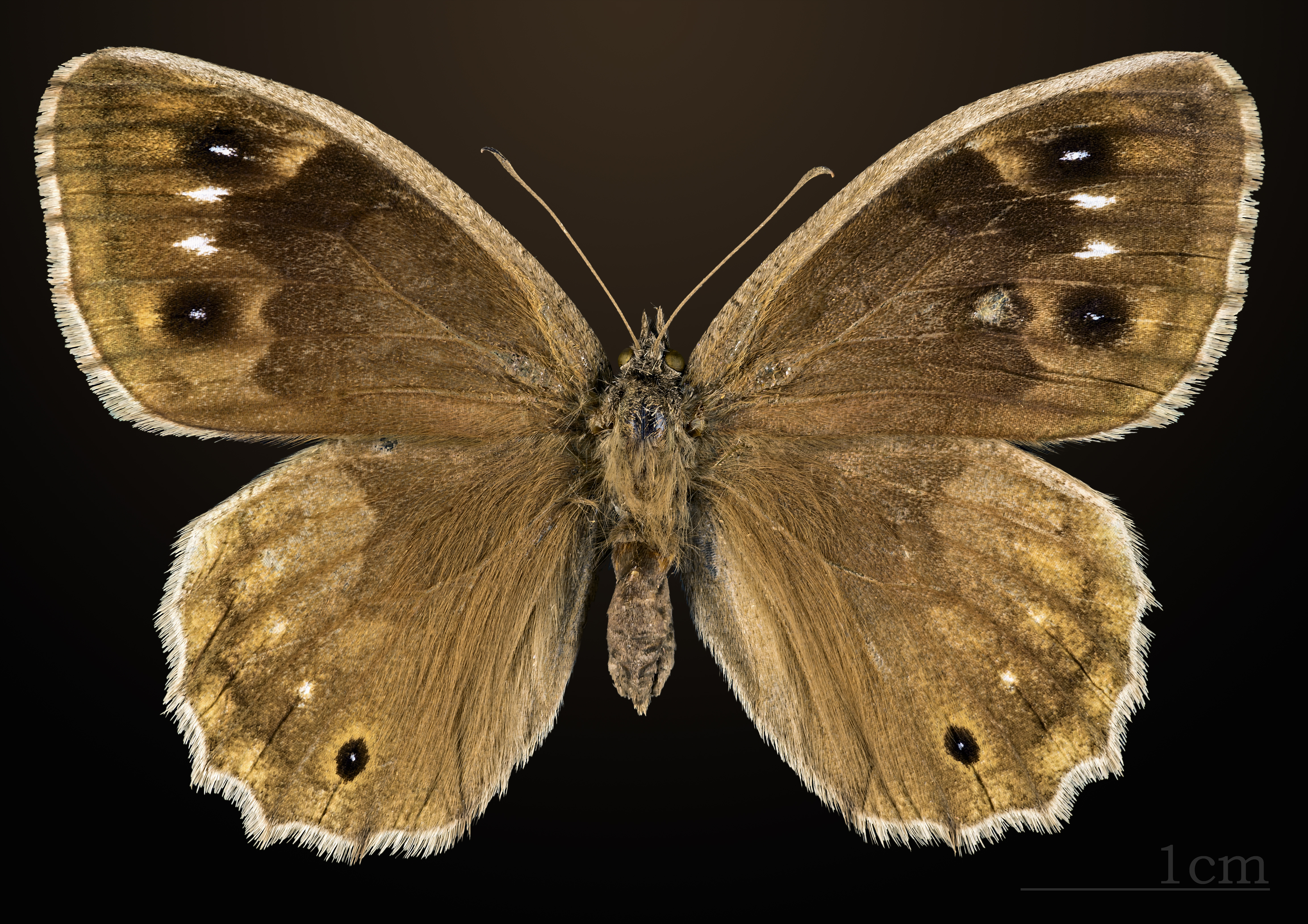
♀
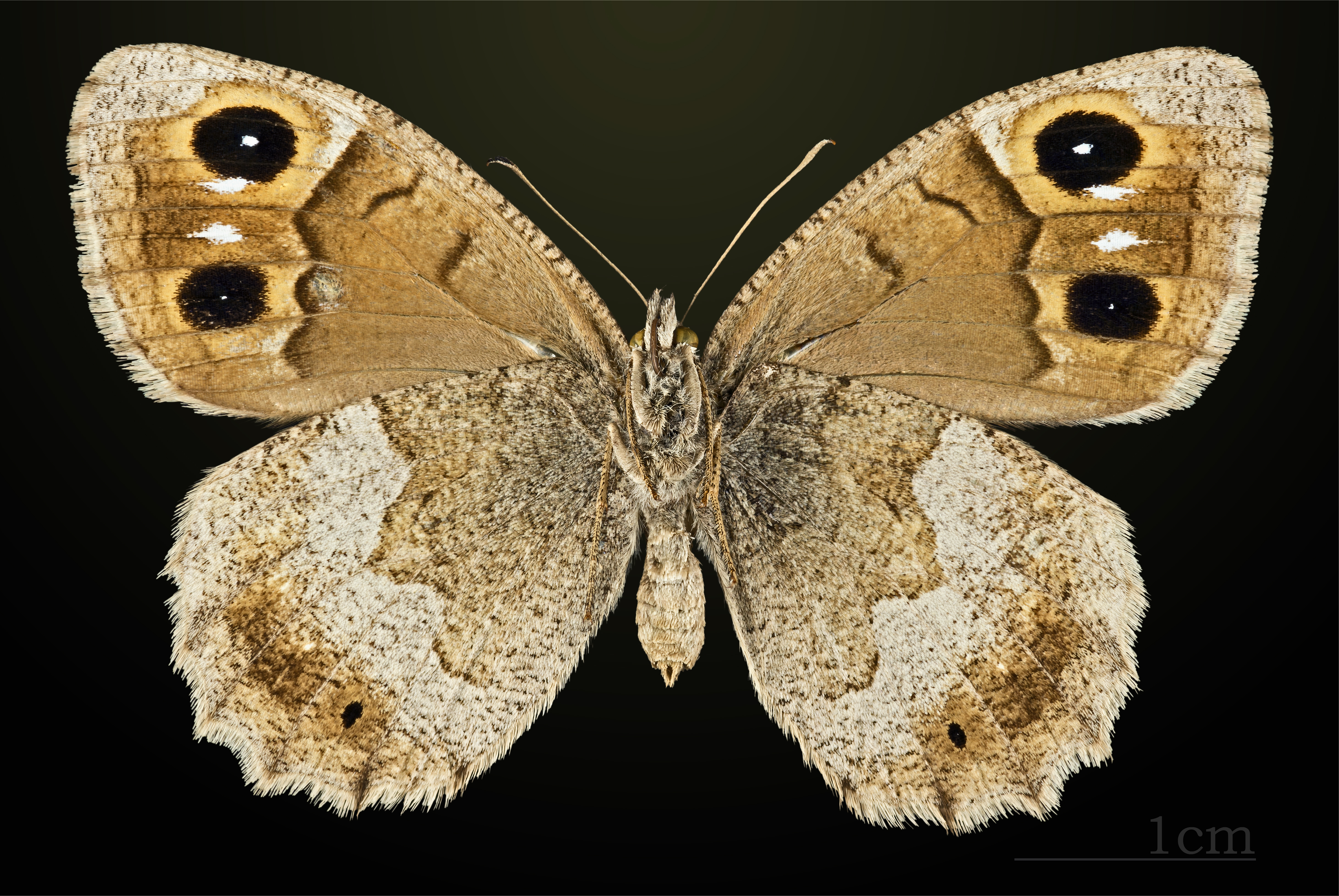
♀ △

## Hàbitat
Zones rocoses, seques i càlides (espècie de tendència xeròfila), entre matollar o clars de boscos de pins, alzinars o carrascars. L'eruga s'alimenta de nombroses espècies de gramínies tals com Festuca, Poa, Lolium, Koeleria, Stipa...

## Període de vol i hibernació
Vola en una sola generació entre finals de juny i octubre. Hiberna com a eruga.